# Пломбір

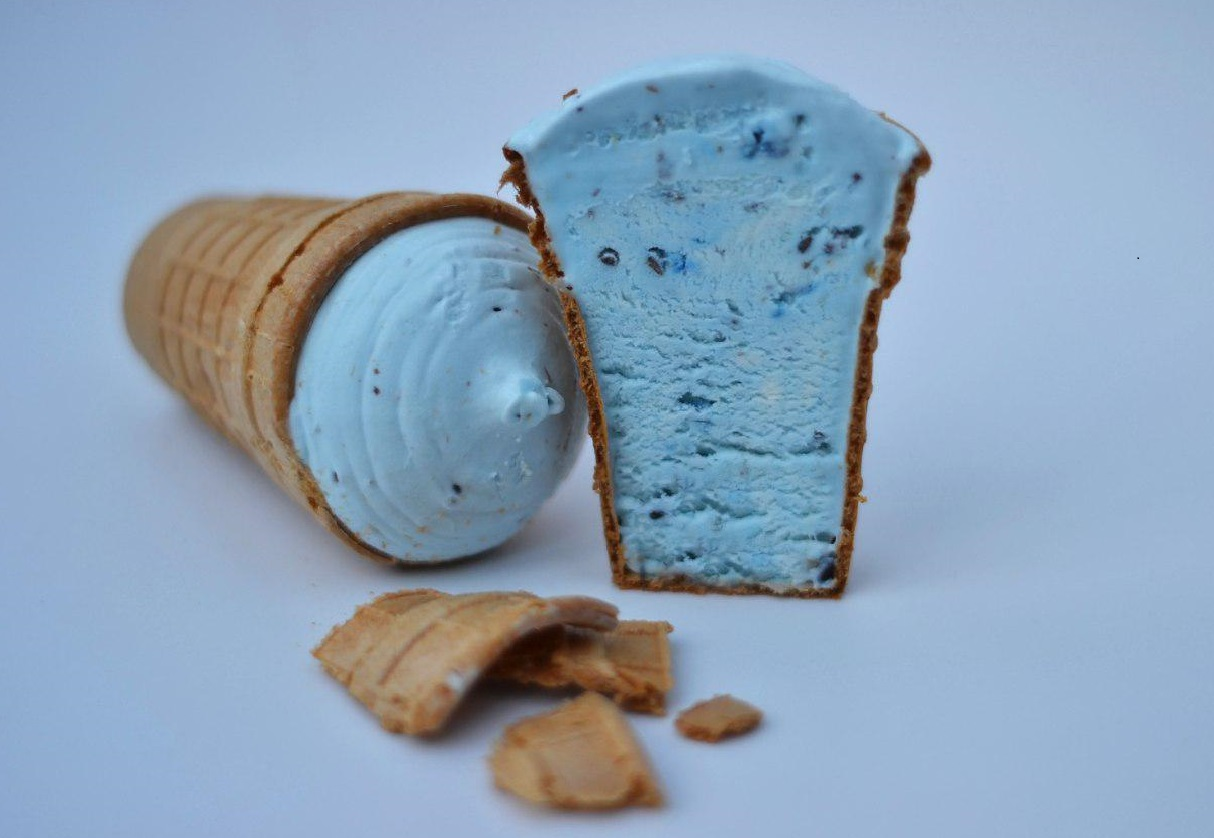
Василькове морозиво (волошковий пломбір) — морозиво з додаванням квітів волошки.

Пломбі́р — різновид вершкового морозива, популярний в  країнах колишнього СРСР. Назва «пломбір» походить від французького десерту пломб'єр. 
4 листопада 1937 року в Москві був випущений перший «Пломбір» на американському устаткуванні і за американською рецептурою, яку привіз Анастас Мікоян роком раніше з США. Потім відкрилися холодокомбінати в Москві, Ленінграді, Харкові. У 1940 р потужна фабрика морозива запрацювала і в Києві.

## Класифікація видів морозива
Жирність
- морозиво молочне нежирне 0–2 % молочного жиру;
- морозиво молочне класичне 2,5–4 % молочного жиру;
- морозиво молочне жирне 4,5–6 % молочного жиру;
- морозиво вершкове класичне 8–10 % молочного жиру;
- морозиво пломбір класичний 12–13 % молочного жиру;
- морозиво пломбір жирний 15–20 % молочного жиру.

 Морозиво повинно відповідати таким вимогам: структура морозива повинна бути однорідною, без відчутних шматочків жиру і кристалів льоду, структура глазурі повинна бути однорідною, без частинок цукру і какао-продуктів, глазур не повинна кришитися і обсипатися при розтині упаковки, колір морозива і глазурі повинен бути рівномірним по всій масі, порції морозива не повинні мати значні механічні пошкодження і тріщини. Для виготовлення морозива застосовують молоко коров'яче натуральне, пастеризоване, згущене незбиране з цукром; згущені і сухі вершки, масло коров'яче, яйця курячі; пахту і сироватку; ягоди, фрукти, кава і какао-продукти. Якщо для виготовлення морозива використовувалися рослинні жири, продукція повинна називатися «вершково -рослинним» або «рослинно- вершковим» морозивом, залежно від масової частки використаної сировини. 

### Стандарт
Лише морозиво, яке має український стандарт 4733:2007 не містить рослинних жирів, на відміну від ДСТУ 4735:2007, що допускає наявність рослинних жирів у складі морозива.

## Рецепт жирного пломбіру
Склад: 

- курячий жовток — 4 шт,
- вершки (10 %) — 200 мл,
- вершки (35 %) — 500 мл,
- цукрова пудра — 1 склянка,
- ванілін — 1 / 8 чайної ложки.

 Жовтки розтерти до білого кольору з цукровою пудрою і поступово ввести 10 % вершки, добре перемішати міксером, додати ванілін і поставити на повільний вогонь. При безперервному помішуванні довести майже до кипіння (борозенка на ложці, проведена пальцем, не відразу зникає), але не кип'ятити. Якщо ви пропустили момент, і жовтки згорнулися, — процідити крізь сито і повторити процедуру з новими жовтками. Процідити цей крем через сито в форму, де будете заморожувати і поставити в морозильник до напівзамороженого стану. 35 % вершків збити в міцну піну і ввести в уже замерзаючий крем. Збити все ще раз і поставити знову в холод. Через 1,5 години все знову перемішати, додати горіхи, цукати, шоколад і заморозити до готовності. 

## Галерея

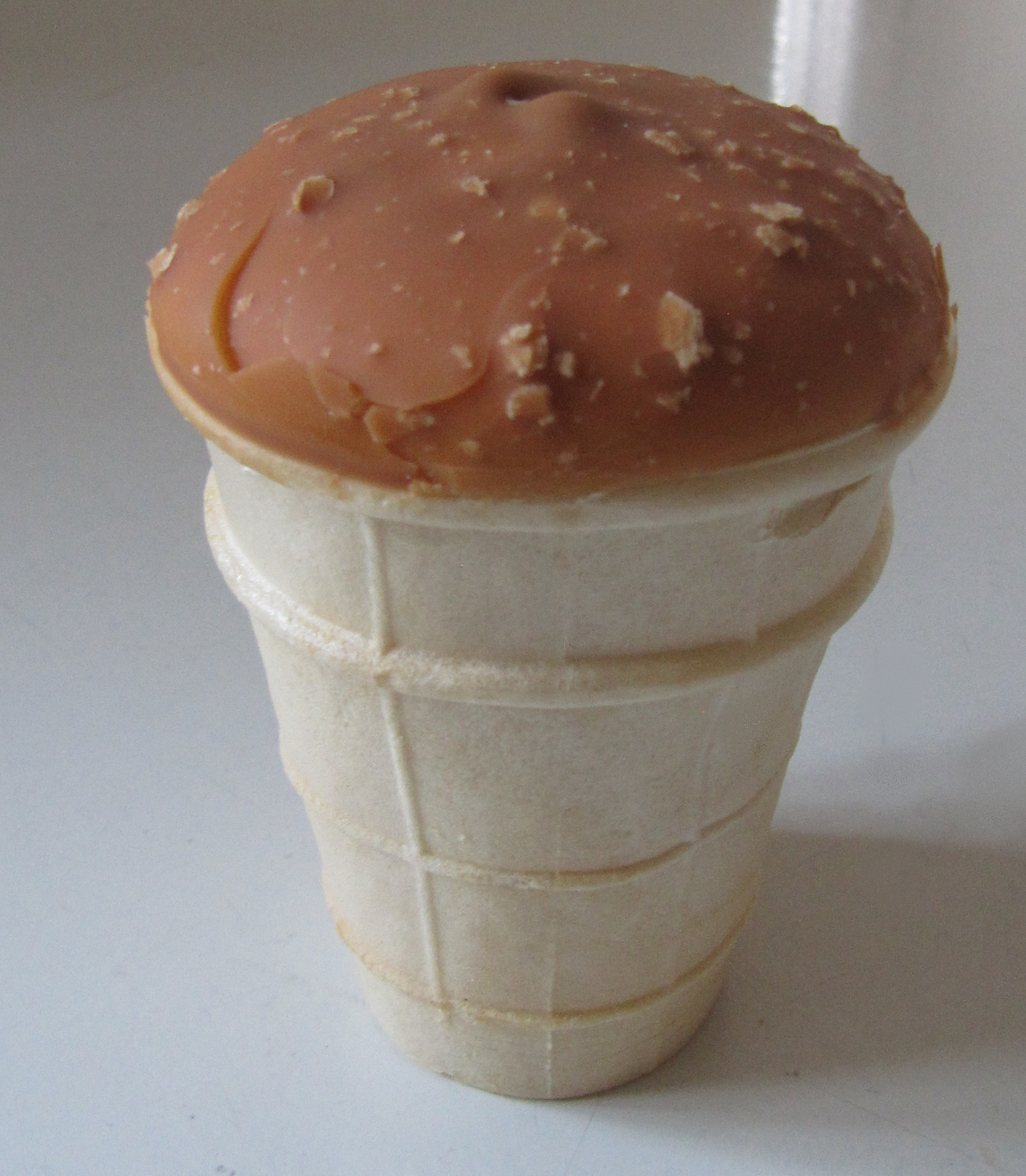
Білий пломбір з карамеллю у вафельному стаканчику
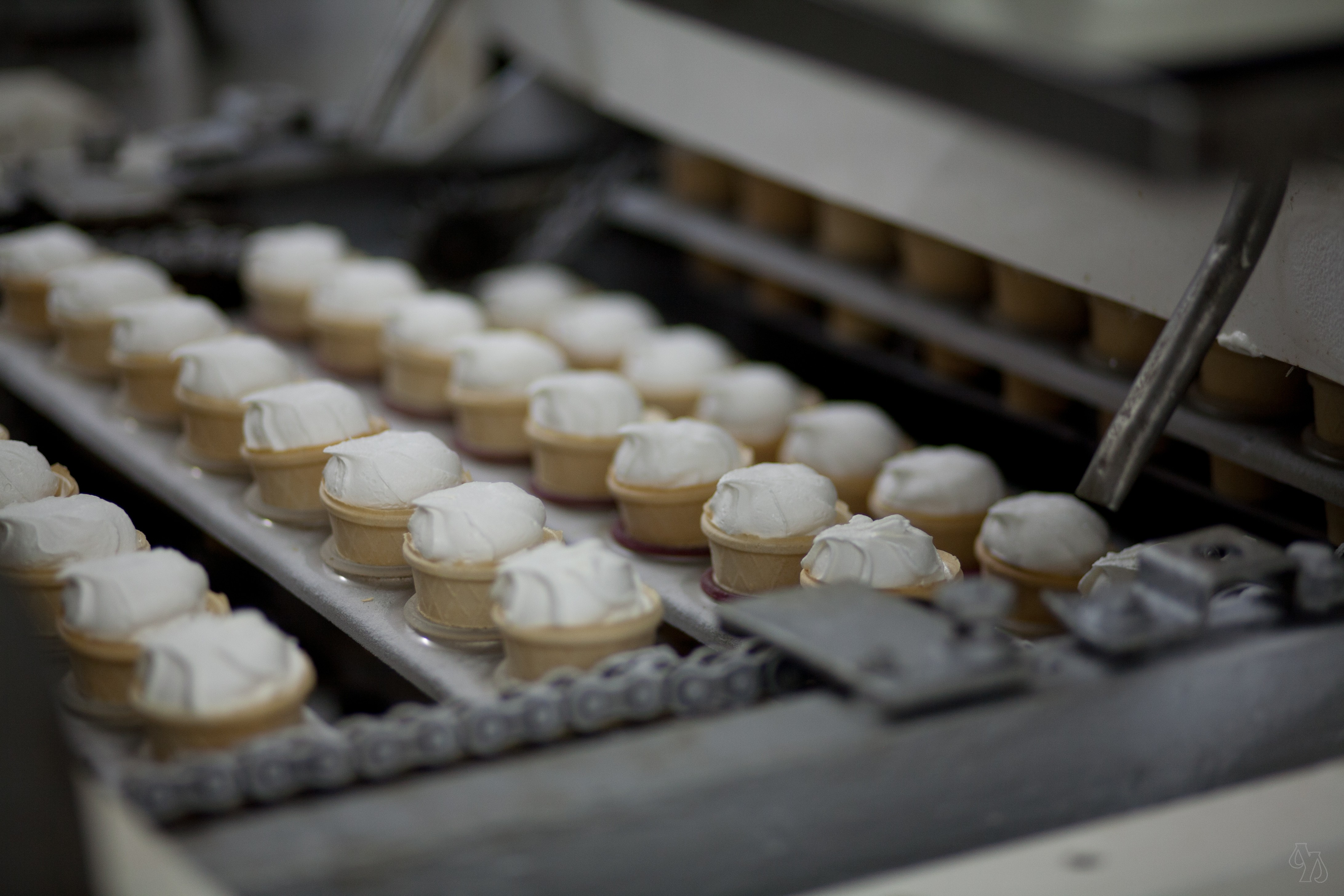
Виробництво морозива
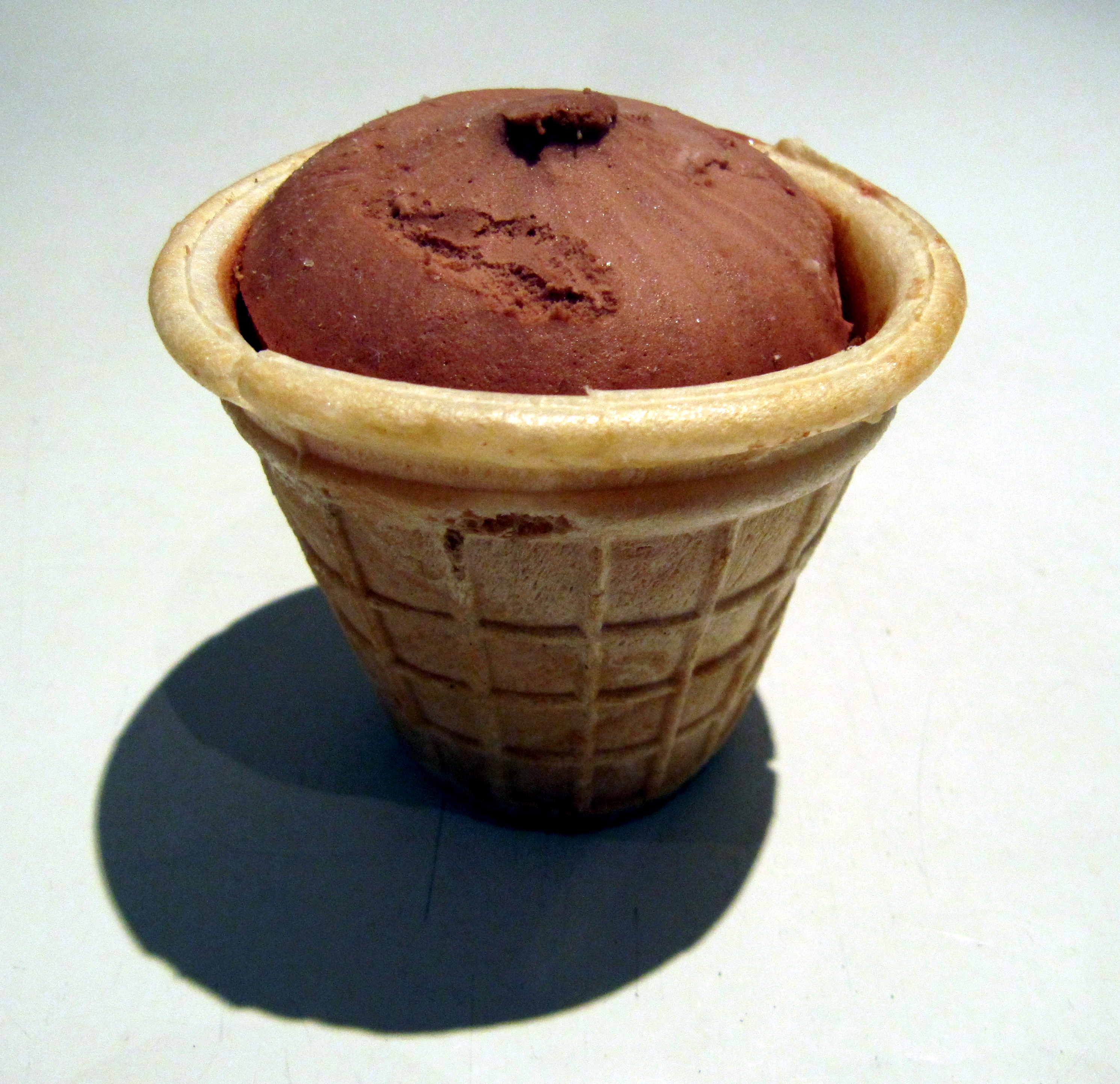
Шоколадний пломбір